# 10647 Meesters
A 10647 Meesters (ideiglenes jelöléssel 3074 P-L) a Naprendszer kisbolygóövében található aszteroida. Cornelis Johannes van Houten és  Ingrid van Houten-Groeneveld fedezte fel 1960. szeptember 25-én.